# Miniszew (przystanek kolejowy)
Miniszew – zlikwidowany w 1989 roku wąskotorowy przystanek kolejowy w Miniszewie na linii kolejowej Sucha Wąskotorowa – Komorze, w powiecie jarocińskim, w województwie wielkopolskim, w Polsce. Przystanek należał do Jarocińskiej Kolei Powiatowej.